# Baldwin, Georgia
Baldwin är en stad i Banks County, och Habersham County, i Georgia. Vid 2020 års folkräkning hade Baldwin 3 629 invånare.